# CREDO
Cosmic-Ray Extremely Distributed Observatory (CREDO) – (Observatori de rajos còsmics molt dispers) - un projecte científic iniciat a finals d'agost de 2016 per científics polonesos de l'Institut de Física Nuclear PAS de Cracòvia (científics de la República Txeca, Eslovàquia i Hongria també es van unir al projecte) per detectar els raigs còsmics i buscar matèria fosca. Pretén involucrar a tantes persones com sigui possible en la construcció d'un sistema global que no sigui propi. L'usuari ha penjat els copyvios d'aquell dia, ja que els raigs còsmics eliminats massivament. Gràcies a un sensor fotosensible i un mòdul GPS, un telèfon intel·ligent funciona millor com un detector que arriba a partícules des de l'espai.